# Тажиев, Игорь Ибрагимович
Игорь Ибрагимович Тажиев (в постсоветскую эпоху также Ильяс Тажиев; 1947, Алматы — 23 августа 2016) — российский архитектор. Сын государственного деятеля Ибрагима Тажиева.
Окончил Московский архитектурный институт (1980). Занимался проектированием медицинских учреждений, в том числе в Улан-Баторе. На рубеже 1980—1990-х гг. работал над реконструкцией театральных сооружений — здания МХТ имени Чехова в Камергерском переулке и театра «У Никитских ворот».
Наибольшую известность получил как автор проектов исламской религиозной архитектуры. Первая работа в этом направлении — Исламский религиозно-культурный центр «Медина» в деревне Медяна Нижегородской области, построенный в 1990—1993 гг. и включающий соборную мечеть «Рашида» вместе с мектебом, медицинский центр и ряд других сооружений. Затем Тажиев спроектировал Мемориальную мечеть на Поклонной горе в Москве (1995—1997).
С 2005 года работал над реконструкцией старого здания Московской соборной мечети; эта работа сопровождалась скандалами, поскольку заказчик реконструкции, Духовное управление мусульман Европейской части России, отстранил Тажиева от реализации его проекта, а Тажиев обжаловал своё отстранение в суде; в ходе громкого судебного процесса утверждалось, что работа Тажиева над реализацией его проекта сопровождалась многочисленными нарушениями. В результате старое здание мечети было снесено и построено заново — по мнению Тажиева, вновь построенное сооружение по большей части следует его проекту.